# Tropischer Sturm Prapiroon (2024)
Der schwere tropische Sturm Prapiroon, auf den Philippinen als tropische Depression Butchoy und in Vietnam als Sturm Nr. 2 bekannt, war ein tropischer Wirbelsturm, der im Juli 2024 in Hainan und Vietnam auf Land traf. Prapiroon war der vierte tropische Wirbelsturm der pazifischen Taifunsaison 2024. Prapiroon wurde zunächst als Gebiet anhaltender Konvektion südöstlich von Manila, die Hauptstadt der Philippinen, identifiziert. Er zog dann nordwärts über das Südchinesische Meer und verstärkte sich am 22. Juli zu einem schweren tropischen Sturm. Das Auge des Sturms wurde auf Mikrowellensatellitenbildern sichtbar, bevor er in Wanning auf Land traf. Er erreichte an diesem Tag seine höchste Intensität mit 10 Minuten anhaltenden Winden von 110 km/h und einem minimalen Luftdruck von 980 hPa. Der Wirbelsturm schwächte nach seinem Landfall und zog über Quảng Ninh. Prapiroon und war der erste tropische Wirbelsturm, der das vietnamesische Festland seit 640 Tagen traf, bevor er am 24. Juli völlig abschwächte.
Zusammen mit Taifun Gaemi beeinflussten Prapiroon und sein Vorläufer den Südwestmonsun der Philippinen. Sie führten zu erheblichen Niederschlägen in Teilen des Archipels, als Prapiroon begann, sich zu entfernen. In China fielen in zwölf Landkreisen und Städten der Insel Hainan Niederschläge von über 100 mm. Prapiroon verursachte in Teilen Thailands und Kambodschas schwere Monsunregenfälle. Insgesamt gab es durch den tropischen Wirbelsturm Prapiroon 23 Todesfälle, 9 Vermisste und Schäden in Höhe von 18,946 Millionen US-Dollar.

## Vorbereitungen

### Philippinen
In den Gemeinden Cotabato und Kabacan wurde der Katastrophenzustand ausgerufen.

### Volksrepublik China und Hongkong
Vor dem Landfall von Prapiroon gab das chinesische Amt für Meteorologie gelbe Taifun- und Regenwarnungen (die zweitniedrigste Stufe auf einer vierstufigen Skala des chinesischen Amts für Meteorologie für Taifune und tropische Wirbelstürme) für Hainan und Guangdong heraus. Für Guangxi wurde eine Notfallwarnung der Stufen 3 von 4 sowie eine gelbe Taifunwarnung herausgegeben. Etwa 26.000 Besucher auf der Insel Weizhou wurden vor dem Sturm mithilfe von Fähren evakuiert. Hochgeschwindigkeitszüge und Fährverbindungen auf der Insel Hainan wurden eingestellt. Alle Schiffe in Hainan wurden angewiesen, in den Häfen zurückzukehren. Offshore-Arbeitern wurde erlaubt, auf der Insel Schutz zu suchen. Zur Vorbereitung auf Überschwemmungen wurde ein Hochwasserschutzteam nach Hainan entsandt. Das Hongkonger Observatorium gab vom Nachmittag des 20. Juli bis zum Mittag des 22. Juli ein Taifun-Warnsignal der Stufe 1 für Hongkong heraus.

### Vietnam
Bevor Prapiroon Vietnam erreichte, ordnete der vietnamesische Premierminister Phạm Minh Chính Notfallmaßnahmen in den Küstenprovinzen an. Schiffe wurden angewiesen, in den Hafen zurückzukehren oder sich aus den Gebieten innerhalb der projizierten Zugbahn des Sturms zu entfernen. Notfallgruppen wurden eingesetzt, um den Verkehr durch überschwemmungs- und erdrutschgefährdete Gebiete zu schützen und bei Evakuierungs- und Bergungsbemühungen zu helfen. Es wurden auch Maßnahmen ergriffen, um das Überlaufen von Dämmen und Stauseen zu verhindern. In Norden Vietnams wurden starke Regenfälle erwartet, die in Teilen der Provinz Thanh Hóa bis zu 300 mm (12 Zoll) erreichen würden.

## Folgen

### Philippinen
Zusammen mit seinem Vorläufer, den Taifun Gaemi, beeinflussten Prapiroon den Südwestmonsun über den Philippinen. Sie verursachten vom 12. bis 20. Juli 2024 schwere Regenfälle über Teilen des philippinischen Archipels, als Prapiroon begann, sich von den Philippinen zu entfernen. Insgesamt waren 866.483 Menschen in Mimaropa, Caraga und Bangsamoro von dem Sturm betroffen. Etwa 33.645 Menschen wurden in Notunterkünften evakuiert. In Mimaropa wurden 94 Wohnhäuser beschädigt, von denen 10 vollständig zerstört wurden. Insgesamt wurden 73 Straßenabschnitte und fünf Brücken beschädigt, während sieben Straßen und eine Brücke unzugänglich waren. Auf der Insel Mindanao waren insgesamt 179.744 Haushalte von starken Regenfällen betroffen. Sieben Todesfälle wurden gemeldet, wobei vier in Zamboanga und jeweils einer in Bangsamoro, Davao und Nordmindanao, stattfanden. In diesen Regionen wurden 236 Häuser beschädigt und die Verluste beliefen sich auf 2,57 Millionen philippinische Pesos (₱) (43.948 US-Dollar). Die Schäden an der Infrastruktur beliefen sich auf 8,75 Millionen ₱ (149.500 US-Dollar). Auch in der Landwirtschaft kam es zu erheblichen Schäden, indem 748 Bauern und Fischer Schäden an Ernten und anderen landwirtschaftlichen Produkten in Höhe von 396,4 Tonnen erlitten. Die Gesamtverluste auf den Philippinen beliefen sich auf 20,33 Millionen ₱ (412.729,47 US-Dollar) und es wurden acht weitere Todesfälle gemeldet.

### Volksrepublik China und Hongkong
An vielen Orten auf der Insel Hainan waren über 100 mm Niederschlag gefallen, wodurch viele Bäume entwurzelt wurden. In den Provinzen Guangdong und Guangxi gab es starke Regenschauer, örtlich mäßige Regenfälle und starke Winde in den Küstengebieten aufgrund des Einflusses der Sturmzirkulation. In Beihai erreichte der Wind einen Höchstwert von 89 km/h. In der Provinz Guangxi kam es auch zu sintflutartigen Regenfällen, wobei die Höchstmenge im Kreis Donglan 38,3 mm betrug. Regenfälle und starke Windböen trafen das Perlflussdelta und diese wurden auch in den höher gelegenen Teilen Hongkongs gemeldet.

### Vietnam
Als Prapiroon in der Provinz Quảng Ninh landete, war er der erste tropische Wirbelsturm, der Vietnam seit 640 Tagen traf. Er beendete damit eine Zeit ohne Landfälle von tropischen Wirbelstürmen. In der Provinz Quảng Ninh wurden Bäume entwurzelt und Werbetafeln und Zäune beschädigt. Bei heftigen Regenfällen und Überschwemmungen in der Provinz Sơn La kamen sieben Menschen ums Leben. Das Gleiche geschah in der Provinz Điện Biên, wobei zwei Menschen ums Leben kamen und neun weitere vermisst wurden. Bis zum 29. Juli beliefen sich die Schäden durch Stürme und Überschwemmungen in der Provinz Sơn La auf 315 Milliarden Đồng (13,36 Millionen US-Dollar). In den Bezirken Chương Mỹ und Quốc Oai der vietnamesischen Hauptstadt Hanoi wurden Landwirtschaftsflächen zerstört, Deiche brachen und Straßen wurden überflutet, was dazu führte, dass die Schäden sich auf 92 Milliarden Đồng (3,9 Millionen US-Dollar) beliefen. In der Provinz Điện Biên wurden hunderte Dächer bis zum Dach überschwemmt, wobei die Schäden sich durch Überschwemmungen bis zum 30. Juli auf 30 Milliarden Đồng (1,27 Millionen US-Dollar) beliefen. Gemäß den Statistiken war die Landwirtschaft schwer betroffen, wobei 30.000 Hektar landwirtschaftliche Flächen überschwemmt wurden und fast 20.000 Rinder und Geflügeltiere als vermisst gemeldet wurden.
Insgesamt verursachte der Sturm in den nördlichen Provinzen Vietnams heftige Regenfälle, Erdrutsche, Überschwemmungen und Fluten. 16 Menschen kamen nach diesem Sturm ums Leben.

### Andere betroffene Gebiete
In Thailand verursachte der tropische Wirbelsturm Prapiroon in einigen Teilen des Landes schwere Monsunregenfälle. Die Menschen wurden angewiesen, auf Gefahren wie Sturzfluten und Erdrutsche zu achten. Die Kombination aus Feuchtigkeit von Prapiroon und Taifun Gaemi führte in ganz Kambodscha zu schweren Gewittern, die zu starke Winde, heftige Regenfälle und Blitze führten. In der Stadt Siem Reap stürzte ein großer Baum auf ein Tuk-Tuk, wobei fünf Menschen getötet und vier weitere verletzt wurden. Die örtlichen Behörden räumten die Trümmer am Unfallort und wurden angewiesen, den Verkehr zu regeln, um weitere Verkehrsunfälle zu verhindern.